# 張泰堉
張 泰堉（ハングル:장태육、チャン・テユ、1989年10月10日 - ）は、日本のラグビー選手。

## プロフィール
- 大阪府出身[1]。
- ポジションはプロップ(PR)。
- 身長 182cm、体重 112kg
- ニックネームはてっちゃん。

## 来歴
大阪朝鮮高校、関西学院大学を経て、2013年、NTTドコモレッドハリケーンズに加入同年9月28日に行われたジャパンラグビートップリーグ1stステージ第4節のNECグリーンロケッツ戦に途中出場で公式戦初出場を果たした。
2017年、ニュージーランドへ留学した。
2018年、NTTドコモレッドハリケーンズを退団した。